# أنيتا (ملك)
أنيتا ابن بيتانا كان ملكاً من ملوك الحيثيين؛ وهو أقدم ملك منهم توجد له سجلات تاريخية باللغة الحيثية. حكم أنيتا في الفترة حوالي 1740–1725 سنة قبل الميلاد؛ وكان مركز حكمه في مدينة كوشارا.